# Inerbimento

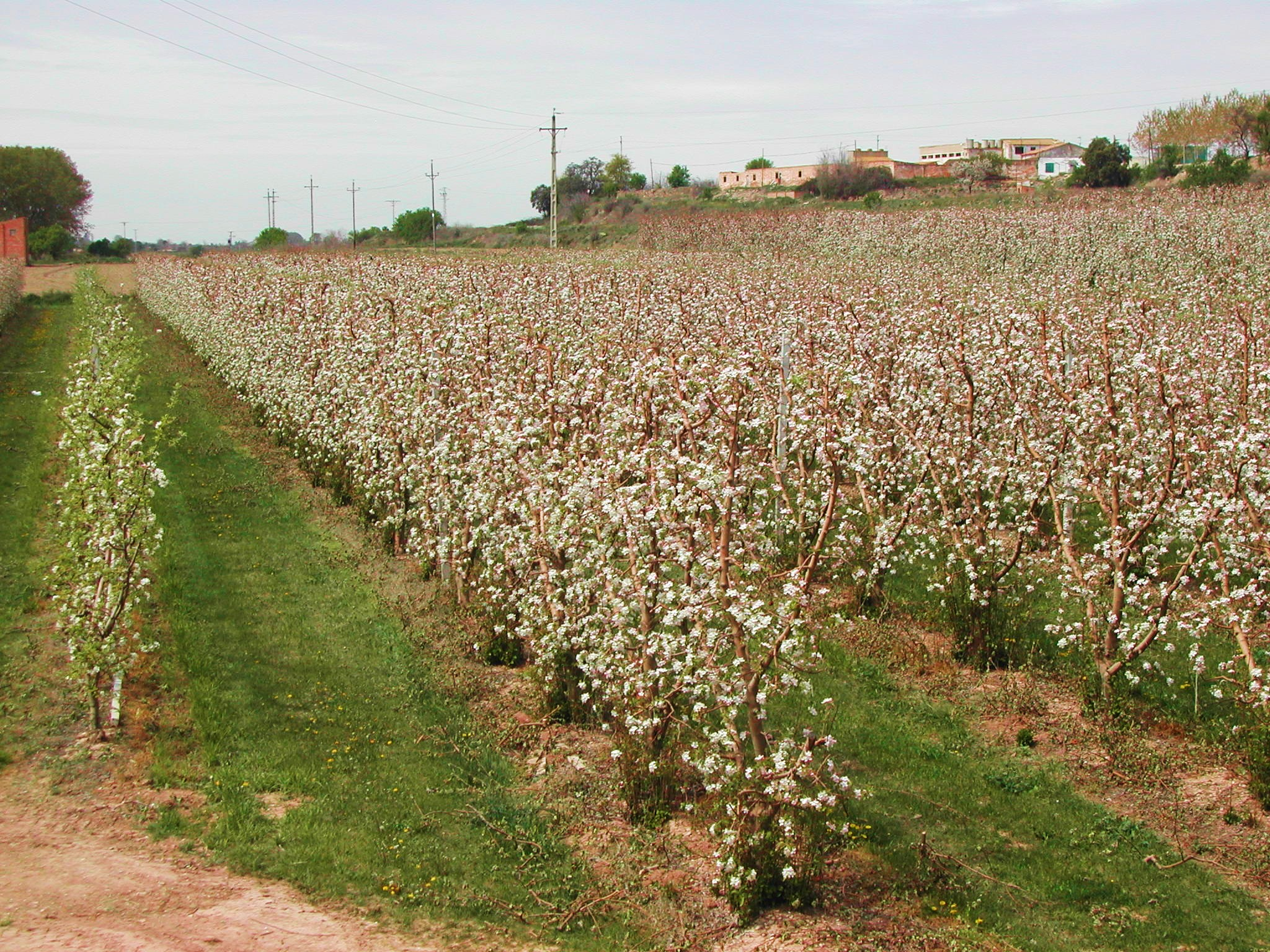
Meleto inerbito

L'inerbimento è una tecnica di gestione del suolo a basso impatto ambientale adottata per il controllo delle piante infestanti nell'interfila degli arboreti da frutto.

## Aspetti concettuali
I principi su cui si basa l'inerbimento sono gli stessi del sod seeding nelle coltivazioni erbacee in quanto la gestione del suolo esclude la lavorazione evitandone gli aspetti negativi. Le tecniche d'inerbimento si possono ricondurre a due tipi.

### Inerbimento propriamente detto
Il controllo della flora spontanea si attua favorendo lo sviluppo controllato di una copertura erbosa, composta da graminacee pratensi poco competitive, regolarmente falciata a 10-15 cm d'altezza. Il cotico erboso migliora e rende più stabile la struttura del terreno conferendo, almeno in parte, le proprietà tipiche di un terreno naturale. Lo sfalcio regolare impedisce alla flora spontanea di diventare predominante, ma soprattutto ha nel tempo un effetto rinettante in quanto ne impedisce la fioritura e di conseguenza la moltiplicazione.
Questa tecnica, a causa degli elevati fabbisogni idrici, è attuabile solo in ambienti in cui la piovosità o la disponibilità irrigua non rappresentano un fattore limitante. Il mantenimento del prato richiede infatti l'irrigazione di tutta la superficie e in ogni modo causa una competizione per risorse idriche con la coltura arborea incrementando i consumi. In Italia può essere condotto efficacemente solo al nord. Al centro, in caso di disponibilità irrigua, va valutata l'eventuale convenienza economica, mentre al sud e nelle isole la tecnica diventa proibitiva sia per gli elevati costi sia per la ridotta disponibilità irrigua.

### Inerbimento temporaneo

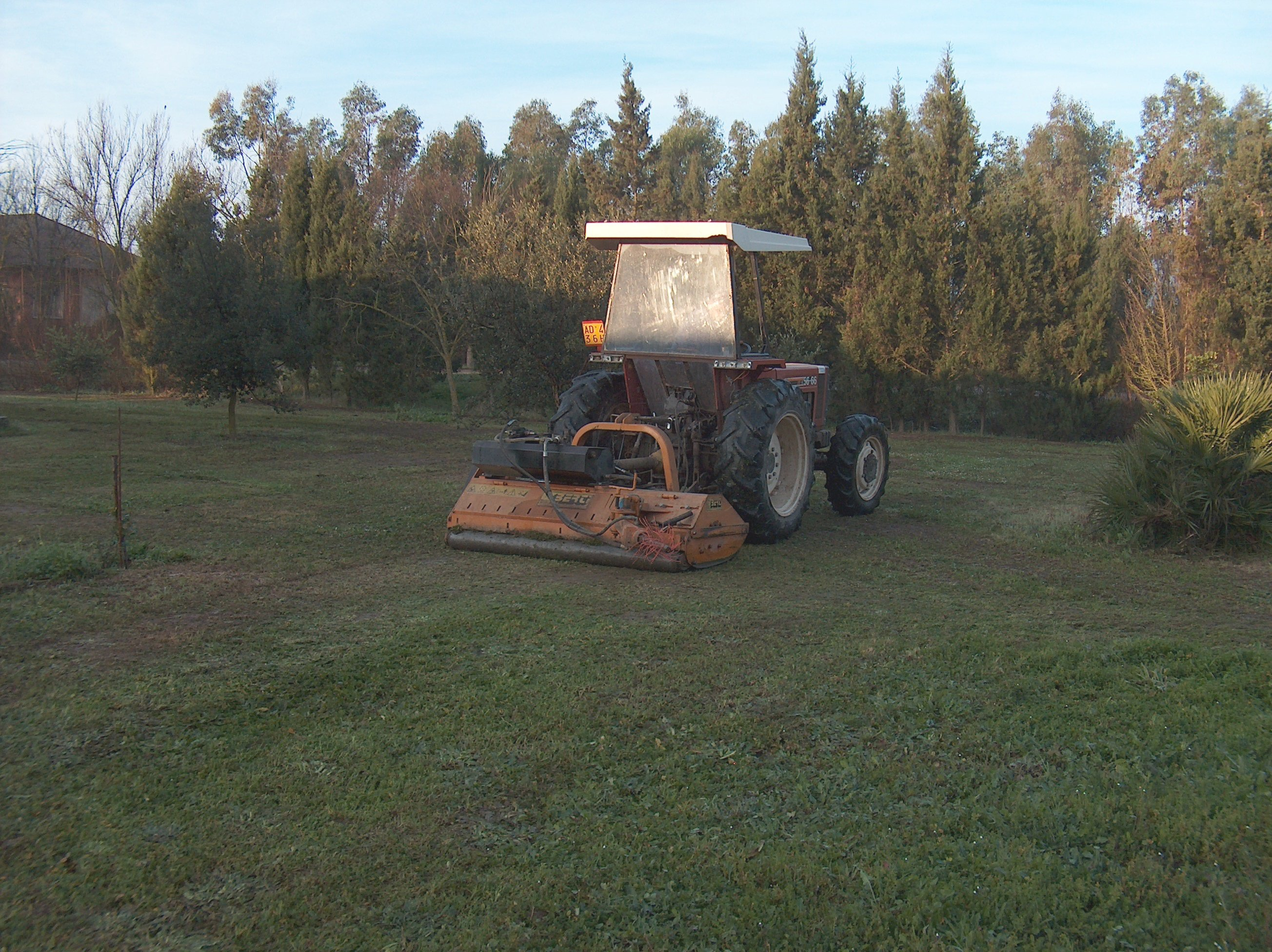
I trinciatutto sono macchine adatte alla gestione dei frutteti con i criteri dell'inerbimento temporaneo

È una tecnica riconducibile all'inerbimento in quanto pur differendo nei criteri di conduzione ne condivide i principi. L'arboreto è lasciato ad un inerbimento spontaneo nel corso della stagione piovosa, che negli ambienti caldo aridi del sud coincide con i mesi invernali e, quindi, con il periodo di riposo delle piante arboree. Alla ripresa vegetativa si procede alla trinciatura della vegetazione spontanea, unitamente ai residui di potatura, per liberare la superficie dell'interfila e impedire la competizione per le risorse idriche e nutrizionali. Nel corso della primavera possono rendersi necessari altri interventi dello stesso tipo, prima che la vegetazione infestante raggiunga uno sviluppo considerevole, oppure s'interviene con il diserbo. Nel corso dell'estate l'irrigazione localizzata fa sì che nell'interfila lo sviluppo di vegetazione infestante sia assente o contenuto, pertanto in molti casi non sussiste l'esigenza di altri interventi, oppure è sufficiente procedere a diserbi localizzati, generalmente con diserbanti totali (glifosate).
Questa tecnica si sposa con l'esigenza di contenere i consumi idrici, pertanto si presta come valida alternativa alla lavorazione degli arboreti nel centro sud in regime di irrigazione localizzata. L'epoca della trinciatura dipende dalla coltura e, naturalmente, dalla regione. In generale deve coincidere con la ripresa vegetativa e preferibilmente dovrebbe precedere la concimazione: in questa fase il terreno si trova ancora in buone condizioni di disponibilità idrica e le piante erbacee non sono in competizione per le risorse idriche, tuttavia entrano in competizione per le risorse nutrizionali provocando l'assorbimento biologico dell'azoto e di altri elementi nutritivi. Questo inconveniente in ogni modo è solo fittizio qualora si operi con una concimazione di anticipo che tenga conto della temporanea immobilizzazione biologica degli elementi nutritivi.
L'effetto rinettante del prato sfalciato, nel caso dell'inerbimento temporaneo è surrogato dalla trinciatura e dalla permanenza dei residui trinciati sulla superficie del terreno.
L'inerbimento temporaneo in ogni modo è del tutto incompatibile con i criteri dell'aridocoltura che impongono invece le lavorazioni dell'arboreto allo scopo di aumentare la capacità d'invaso.

## Gestione del terreno sulla fila

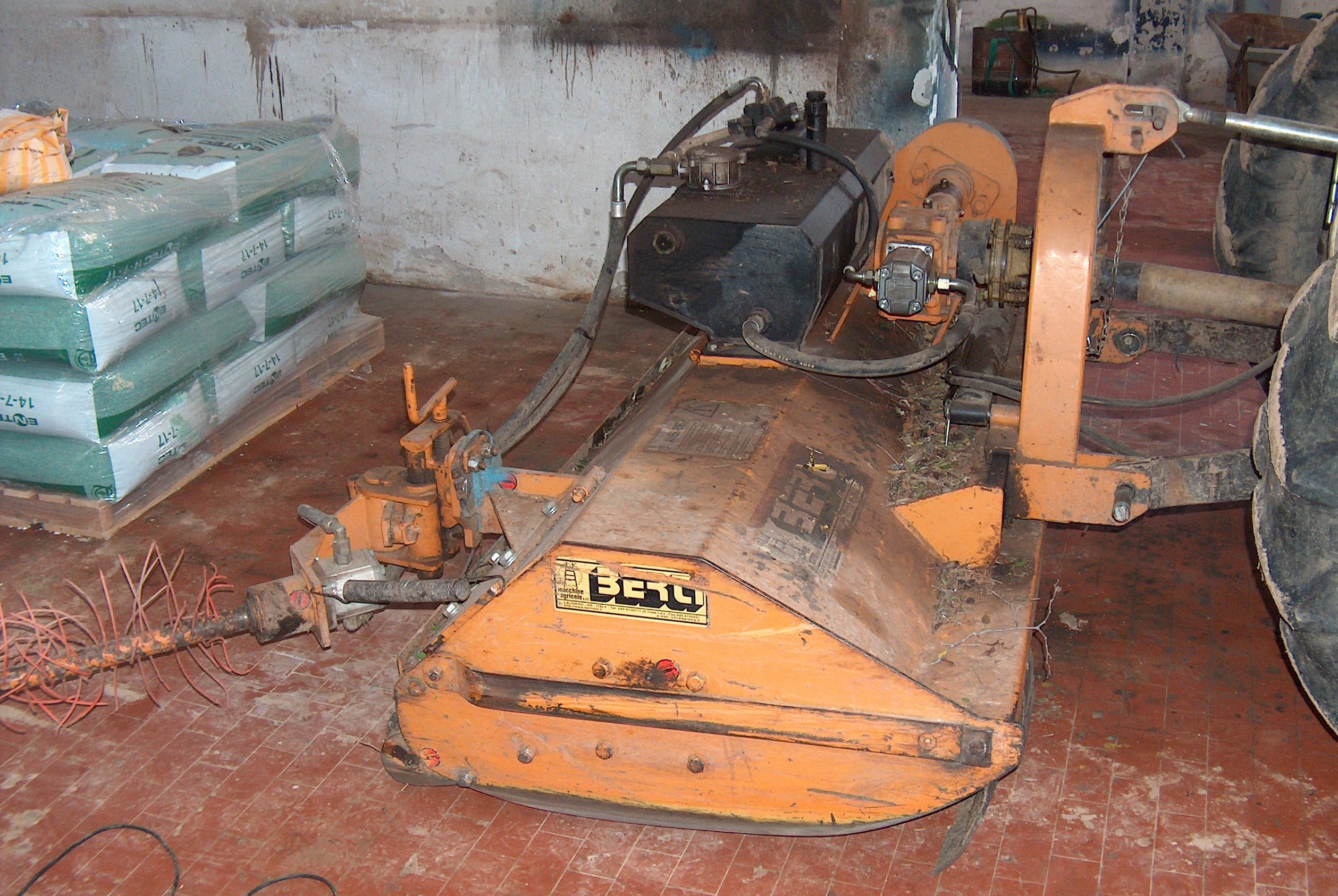
Trinciatutto dotata di dispositivo di scarto laterale e di organo lavorante a flagelli retraibile, in grado di operare anche lungo la fila

La gestione del suolo in corrispondenza delle file si può attuare con diverse tecniche alternative:
- Lavorazione della fila. La lavorazione, eseguite con zappatrici rotative munite di tastatore e di dispositivo di scarto laterale, lascia una fascia lavorata che in ogni modo non è interessata dalle esigenze di mantenimento di una struttura stabile come nell'interfila.
- Inerbimento totale. Si attua con gli stessi criteri esposti in precedenza: inerbimento vero e proprio con sfalcio periodico anche lungo la fila, oppure inerbimento temporaneo con trinciatura nell'interfila ricorrendo a macchine munite di tastatore e di dispositivo di scarto laterale.
- Pacciamatura. Consiste nel ricoprire la fascia lungo la fila con un film plastico opaco. Si tratta di una soluzione tecnicamente molto valida ma piuttosto costosa perché il film plastico deve essere sostituito periodicamente ogni 2-3 anni a causa del deterioramento. La pacciamatura ha un ruolo sinergico con l'irrigazione a goccia in quanto impedendo l'evaporazione diretta dal terreno incrementa il risparmio nei consumi irrigui.
- Diserbo localizzato. Consiste nel controllo chimico delle erbe infestanti in una fascia lungo la fila, con l'impiego di un diserbante ad azione residuale oppure di un diserbante totale.

## Proprietà del terreno inerbito

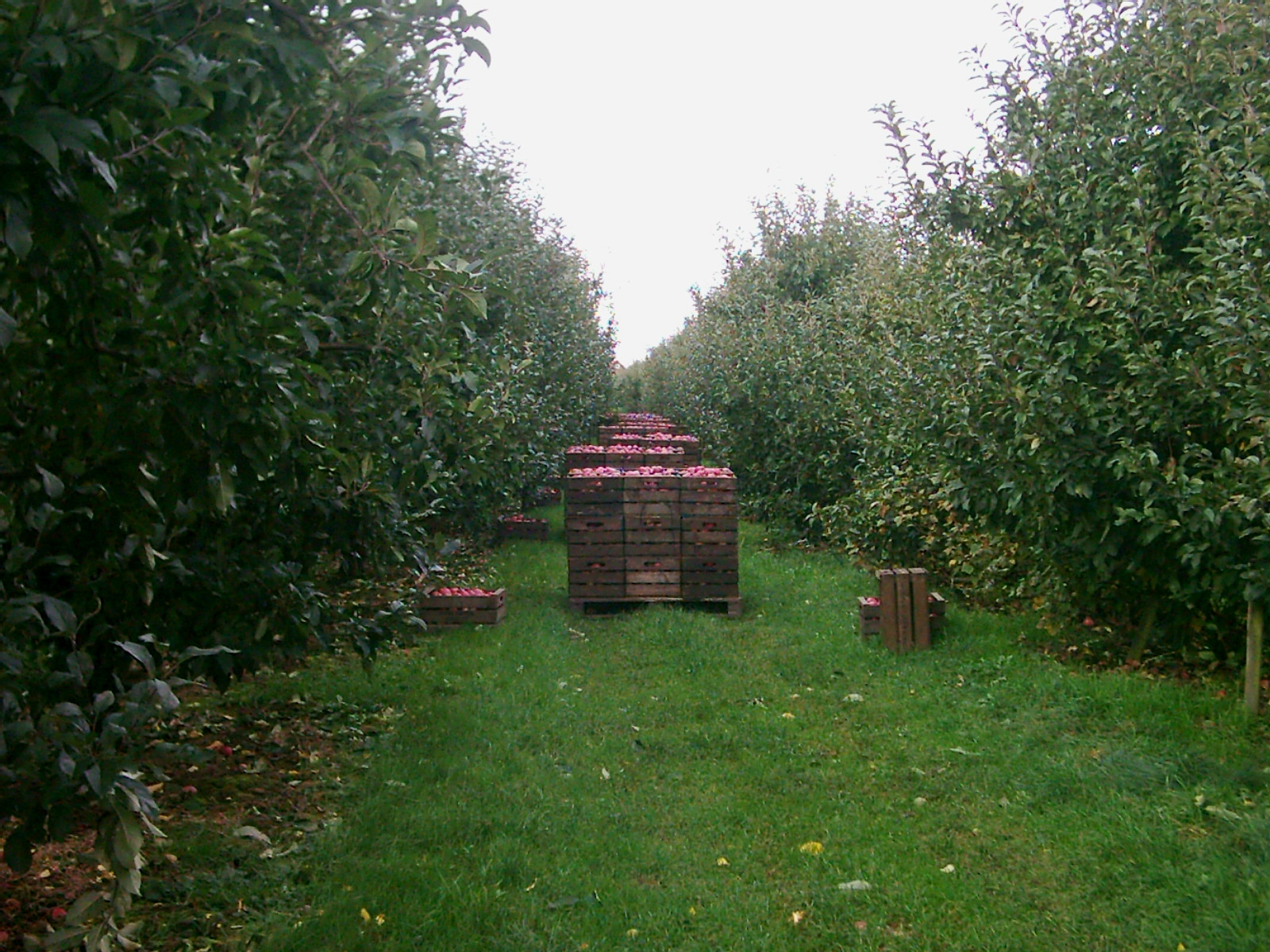
Meleto inerbito

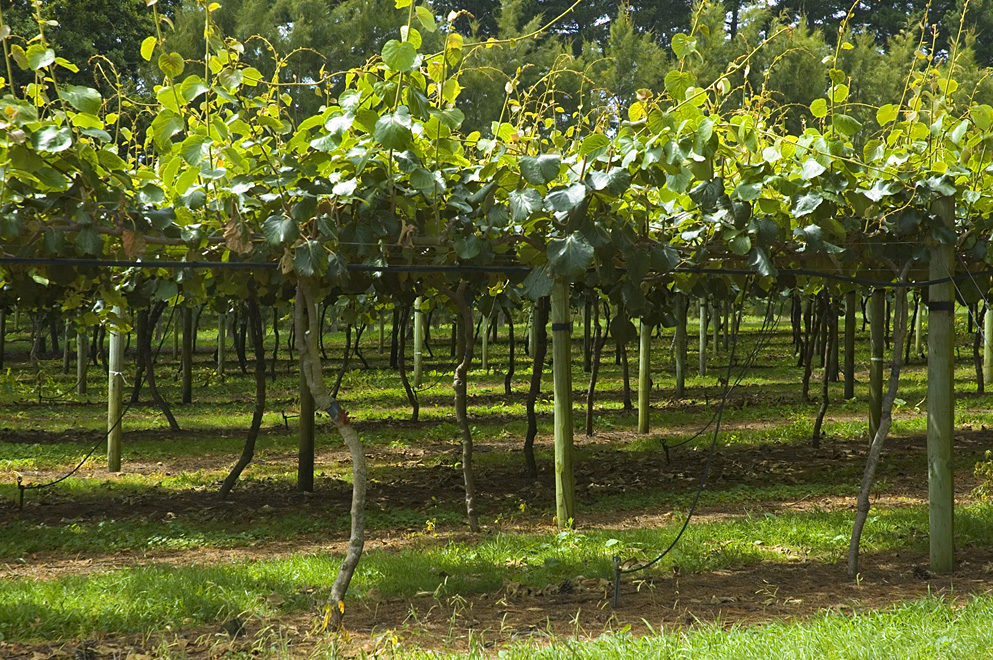
Actinidieto inerbito

Le caratteristiche di un arboreto inerbito sono la risultante del concorso di vari fattori, alcuni positivi, altri negativi. Il predominio degli uni o degli altri determina il raggiungimento con successo delle finalità preposte. Per questi motivi l'inerbimento non è sempre la scelta tecnica più valida e in determinati contesti è addirittura sconsigliato.
In merito agli effetti positivi i principali aspetti sono i seguenti.
- Aumento della portanza del terreno. La presenza del cotico erboso e la migliore stabilità della struttura conferiscono al terreno una maggiore resistenza al calpestamento causato dalle macchine.
- Effetto pacciamante del cotico erboso. La presenza di una copertura erbosa ha un effetto di volano termico, riducendo le escursioni termiche negli strati superficiali. In generale i terreni inerbiti sono meno soggetti all'eccessivo riscaldamento ma di più al rischio gelate, la temperatura tende ad essere più bassa rispetto ai terreni lavorati.
- Aumento della permeabilità. La presenza di graminacee prative ha un effetto di miglioramento della struttura grazie agli apparati radicali fascicolati. Questo aspetto si traduce in uno stato di permeabilità più uniforme nel tempo: un terreno inerbito ha una minore permeabilità rispetto ad un terreno appena lavorato, tuttavia la conserva stabilmente per tutto l'anno. La maggiore permeabilità protratta nel tempo favorisce l'infiltrazione dell'acqua piovana, riducendo i rischi di ristagni superficiali e di scorrimento superficiale.
- Protezione dall'erosione. I terreni declivi inerbiti sono meglio protetti dai rischi dell'erosione grazie al concorso di due fattori: da un lato la migliore permeabilità del terreno favorisce l'infiltrazione dell'acqua, da un altro la copertura erbosa costituisce un fattore di scabrezza che riduce la velocità di deflusso superficiale dell'acqua.
- Aumento del tenore in sostanza organica. Nel terreno inerbito gli strati superficiali non sono disturbati dalle lavorazioni pertanto le condizioni di aerazione sono più favorevoli ad una naturale evoluzione del tenore in sostanza organica e dell'umificazione. Questo aspetto si traduce in una maggiore stabilità della struttura e, contemporaneamente, in un'attività biologica più intensa di cui beneficia la fertilità chimica del terreno.
- Sviluppo superficiale delle radici assorbenti. Negli arboreti lavorati le radici assorbenti si sviluppano sempre al di sotto dello strato lavorato pertanto è sempre necessario procedere all'interramento dei concimi fosfatici e potassici. Nel terreno inerbito le radici assorbenti si sviluppano fin sotto lo strato organico, pertanto gli elementi poco mobili come il potassio e il fosforo sono facilmente disponibili anche senza ricorrere all'interramento.
- Migliore distribuzione degli elementi poco mobili lungo il profilo. La copertura erbosa aumenta la velocità di traslocazione del fosforo e del potassio lungo il profilo. La traslocazione fino a 30-40 cm negli arboreti lavorati avviene nell'arco di alcuni anni, a meno che non si proceda ad una lavorazione profonda che avrebbe effetti deleteri sulle radici degli alberi. Gli elementi assorbiti in superficie dalle piante erbacee sono traslocati lungo le radici e portati anche in profondità in breve tempo, mettendoli poi a disposizione delle radici arboree dopo la mineralizzazione.

Fra gli inconvenienti si possono citare i seguenti:
- Maggiore competenza richiesta. La tecnica richiede una certa competenza per valutare il momento opportuno in cui intervenire. Eventuali errori si ripercuotono su un incremento dei costi oppure su un danno da competizione nutrizionale e idrica.
- Mancati benefici nel periodo di transizione. La conversione dalla tecnica convenzionale a quella della non coltivazione attraversa sempre un periodo di transizione in cui i benefici sono poco percettibili. In effetti il miglioramento della struttura non è immediato e nel periodo di transizione potrebbero esserci dei problemi derivanti da una minore permeabilità del terreno e da una maggiore diffusione di piante infestanti.
- Accurata sistemazione superficiale del terreno. L'inerbimento temporaneo richiede un accurato pareggiamento della superficie per evitare che il lavoro di trinciatura sia disforme. In caso contrario la trinciatrice asporta tratti superficiali di terreno in corrispondenza dei dossi e controlla male le infestanti in corrispondenza delle depressioni.
- Maggior rischio d'incendi. La lavorazione del terreno ostacola la propagazione di un incendio all'interno di un arboreto. La presenza di residui trinciati e secchi sulla superficie può rappresentare un possibile mezzo di propagazione.